# Програма за политическите отношения на сърбо-българите
Програмата за политическите отношения на сърбо-българите (българо-сърбите) или за тяхното сърдечно отношение е провален проект за дуалистична държава, изготвен от Добродетелната дружина в Букурещ през 1867 година. Той предвижда създаване на федеративна държава, наречена Сърбо-България; Българо-Сърбия или Югославско царство.
Избухналата през 1866 г. война между Австрия и Прусия завършва с неуспех за Австрия и в нейното вътрешно устройство надделява Австро-Унгарския дуализъм. Моделът на Австро-Унгария става един пример, който консервативно настроените представители на българската емиграция приемат за приложим и на Балканите. На 14 януари 1867 г. Добродетелната дружина, заедно със сръбския дипломатически агент в Букурещ Коста Магазинович и със знанието на руските дипломати в Букурещ, Цариград (граф Игнатиев) и Пловдив (Найден Геров) съставят Програма за политически отношения на сърбо-българите (българо-сърбите) или за тяхното сърдечно отношение. Според нея сърбите и българите трябва да създадат обща държава, начело с династията на Обреновичите, която да се управлява от правителство с участието на сърби и българи и общо Народно събрание от представители на двата народа. Програмата има следното съдържание:
- 1. Сръбският и българският народ, които по същество са славяни от една кръв и с една вяра, които произлизат от един клон и които имат допир по местоживеенето си, са предназначени от самото Провидение в бъдеще да живеят под една и съща власт, под едно и също знаме.
- 2. Поради това, че те образуват едно тяло, вълнувано от едни чувства, те имат едни стремежи и могат да осъществят тези стремежи само при съвместен живот на народите си. Двата тези братски народа ще носят в бъдеще по право името сърбо-българи или българо-сърби и общото им отечество ще се нарича Българо-Сърбия или Сърбо-България.
- 3. Негова светлост княз Михаил Обренович, който толкова пъти е доказвал своята любов към отечеството, издънка на славен корени син на юнака-освободител на Сърбия, се провъзгласява за височайши водач на сърбо-българите и за командващ на техните войски.
- 4. Националното знаме ще се състави от българското и сръбското знаме.
- 5. Границите на сърбо-българите се гарантират срещу всеки опит за нападение отвън.
- 6. Законодателството ще бъде единно, но обнародването на законите и тяхното прилагане ще се извършват на двата диалекта.
- 7. Националната монета ще носи от едната страна лика на господаря на страната, а от другата – сърбо-българския герб с надпис: Кралевство сърбо-българско. Господарят на сърбо-българите ще установи знаци за отличие, които съответстват на историята им.
- 8. Метричната система ще стане национална система, същото важи и за монетите.
- 9. Вероизповеданието на сърбо-българите е православно.
- 10. Патриархът на сърбо-българите ще бъде независим по право, получено от старо време; следователно и епархията ще бъде независима национална, но синодът винаги ще бъде смесен. Владиците и представителите на административната и съдебната власт трябва да отговарят на мнозинството на населението, като се взема предвид диалектът. Синодът предлага на държавната власт кандидати за владици, на нея принадлежи последното решение, като при всички случаи тя е длъжна да се съобразява с господстващия диалект в епархията.
- 11. Господарят на страната си назначава министерство, като гледа в него да има сърби и българи.
- 12. Скупщината ще реши въпроса за столицата на нашето отечество.

На 5 април 1867 г. е свикано събрание на българските първенци сред консервативното течение на националноосвободителното движение в Букурещ, което одобрява изготвения проект и излагат своите решения в следния „протокол“, съобщен на сръбското правителство:
- 1. Между сърбите и българите трябва да се установи братско съединение под името Югославско царство.
- 2. Югославското царство се състои от Сърбия и България (към България спадат Мизия, Тракия и Македония).
- 3. Глава на новообразуваното царство ще бъде сегашният сръбски княз Михаил Обренович с право на наследяване.
- 4. Националното знаме на новото царство ще бъде едно, съставено от знаковете на двата народа; същото се отнася и до бъдещата монета.
- 5. Всяка страна запазва своя език като официален, поради което и чиновниците трябва да бъдат от този народ, дето служат, и да говорят на наречието на тази страна.
- 6. Ние приемаме сега съществуващите сръбски закони, които трябва да се преведат и на български. Всички разпореждания, които се публикуват в Югославското царство, без изключение трябва да се публикуват едновременно и на двата езика, сръбски и български.
- 7. Господстващата религия е православната. А изповядването на друга вяра е свободно.
- 8. Религиозните работи ще бъдат под управлението на не зависим синод, съставен от двата народа. Този синод, който представя митрополит(а), примат(а) и епископ(ите) по епархии съответно с езика на народонаселението, ще се потвърждава от господаря.
- 9. Представителите на държавната власт, които съставят министерствата, трябва да се избират от средите на двата народа.
- 10. Народното представителство в царството се съставя съразмерно с народонаселението, съгласно със съществуващата сега в Сърбия форма по този предмет.
- 11. Къде ще бъде столицата на Югославянското царство, това нека реши народното представителство.

В резултат във вътрешността на страната е изпратен богатият търговец Маринчо Бенли със задача да основе комитетите в по-големите градове. Инициативата на консервативното течение за създаване на дуалистична държава през 1867 г. се проваля поради отказа на Сърбия да подкрепи този проект. Сръбското правителство има две основни причини да не подкрепи направеното предложение. Първата от тях е, че не смята Добродетелната дружина за представителна за настроенията на мнозинството от българите. Освен това в проекто-протокола, изготвен от дейците на Добродетелната дружина, земите на българите са определени като България, Тракия и Македония. Приемайки подобен документ, Сърбия би признала Македония за част от България. Така на фона на общото недоверие към обединение между южните славяни, известно от писмата на Георги Раковски, за пръв път изниква главният спорен пункт между България и Сърбия, а именно Македонския въпрос. Така до сръбско-българско споразумение не се стига.